# Namidairo
Namidairo è un brano musicale della cantante giapponese Yui, pubblicato come suo dodicesimo singolo il 27 febbraio 2008. Il brano è incluso nell'album I Loved Yesterday, terzo lavoro della cantante. Il singolo ha raggiunto la terza posizione della classifica Oricon dei singoli più venduti in Giappone, vendendo 115.168. Il singolo è stato certificato disco d'oro. Il brano è stato utilizzato come sigla del dorama Yon Shimai Tanteidan.

## Tracce
CD Singolo SRCL-6736
1. Namidairo
2. I wanna be...
3. LOVE & TRUTH ~YUI Acoustic Version~
4. Namidairo ~Instrumental~

## Classifiche
| Classifica (2008) | Posizione più alta |
| ----------------- | ------------------ |
| Giappone (Oricon) | 3                  |